# María Brey Mariño
María Brey Mariño (Puebla de Trives, provincia de Orense, 1910 - Madrid, 7 de febrero de 1995), bibliotecaria, bibliógrafa, crítica literaria y traductora española.

## Biografía
Hija única de un juez destinado en Puebla de Trives y luego en Bilbao, estudió en esta última ciudad y se licenció en Filosofía y Letras en la Universidad Central, vinculándose a la Institución Libre de Enseñanza al obtener una beca de la Junta para la Ampliación de Estudios en el Centro de Estudios Históricos. En agosto de 1931 ingresó por oposición en el Cuerpo Facultativo de Archiveros, Bibliotecarios y Arqueólogos, y su primer destino fue la Biblioteca de la Universidad de Santiago de Compostela y, más tarde, por concurso de méritos, la Biblioteca de la Presidencia del Consejo de Ministros en Madrid. Pasó la Guerra Civil en Valencia, adonde fue evacuada en 1936 junto con su padre, y trabajó allí en la Casa de la Cultura dirigida por Antonio Machado y luego en la Oficina de Adquisición de Libros junto a María Moliner. Se casó civilmente en Valencia el 30 de enero de 1939 con el bibliófilo y catedrático Antonio Rodríguez Moñino. Su marido fue depurado por el franquismo, le quitaron la cátedra y fue inhabilitado para enseñar durante veinte años; ella misma fue denunciada anónimamente y depurada en 1940, de forma que quedó inhabilitada y postergada para desempeñar cargos de confianza durante cinco años y fue trasladada al Archivo de la Delegación de Hacienda de Huelva. Posteriormente (1943) pidió y le concedieron un puesto en la Biblioteca de las Cortes, pero de forma provisoria hasta incluso 1961. Desde 1950, sin embargo, trabajaba como archivera para José Lázaro y el Museo Lázaro Galdiano, donde también su marido era bibliotecario. En 1961 la pareja se trasladó a Nueva York y ella participó en la confección del Catálogo de los manuscritos poéticos castellanos existentes en la biblioteca de The Hispanic Society of America (siglos XV, XVI y XVII) de la Hispanic Society of America, de la que su marido había sido nombrado Vicepresidente. Allí también tradujo la biografía de su fundador, el hispanista Archer Milton Huntington, de Beatrice Gilman Proske.
Instalados después en Madrid, reanudaron sus trabajos en la Fundación Lázaro Galdiano hasta 1969, en que cesaron, y llegaron a acumular entre ambos la entonces mayor biblioteca privada de España (unos diecisiete mil volúmenes).[cita requerida] Iniciaron una tertulia de bibliógrafos y bibliófilos en su casa de la calle de San Justo, a la que asistía lo más granado de la intelectualidad de entonces; su marido Rodríguez Moñino vio al fin rescindido su expediente de depuración en 1966, pero murió en 1970.
María Brey dirigió congresos, exposiciones (como la I Exposición del Libro Extremeño) y reuniones de investigación bibliotecaria. Publicó trabajos y estudios sobre autores como Luisa de Carvajal, Juan Valera, García Hernández Cardenal o Juan Meléndez Valdés. También fue traductora en la Editorial Castalia y sus colecciones "Gallardo" e "Ibarra"; suyas son versiones de bibliófilos franceses antiguos como Paul Lacroix (Los aficionados a los libros viejos), Charles Asselineau (El infierno del bibliófilo), Octave Uzanne (Subasta de mi biblioteca) y Charles Nodier (El bibliómano). Después dirigió la colección de clásicos españoles adaptados "Odres nuevos", para la que ella misa realizó una versión del Libro de Buen Amor del arcipreste de Hita (1966) y otra del Lapidario de Alfonso X el Sabio (1968).
Tras su muerte en 1995 su biblioteca, incluidos grabados de Alberto Durero y Francisco de Goya, pasó a Real Academia Española (RAE), aunque una parte que había dejado en depósito su marido en la Biblioteca Pública de Cáceres se quedó allí definitivamente, también por disposición testamentaria; en homenaje a la pareja Moñino-Brey, lleva esta su nombre.

## Obras
- Con Antonio Rodríguez-Moñino, Luisa de Carvajal (poetisa y mártir), 1933.
- Bibliografía folclórica, Índices geográficos (uno para Badajoz y otro sobre Cáceres), Apéndices e Índice onomástico de Antonio Rodríguez-Moñino, Dictados tópicos de Extremadura, Badajoz: Editora de Antonio Arqueros, 1933.
- Paul Lacroix: (el bibliófilo Jacob), 1806-1884, Valencia: Castalia, 1948.
- Viaje a España del pintor Henri Regnault (1868- 1870). España en la vida y en la obra de un artista francés. Valencia: Castalia, 1949; 2.ª ed. ampliada, íd., íd., 1964.
- García Hernández Cardenal: escritor badajoceño del siglo XVI; noticias biográficas y reimpresión de su libro Consideraciones sobre lo que significa el nombre de Cristiano (Alcalá 1570), Badajoz: Imprenta de la Diputación Provincial, 1949.
- Poesías inéditas de D. Juan Meléndez Valdés, Badajoz: Imp. de la Diputación Provincial, 1951.
- Con Antonio Rodríguez-Moñino, Catálogo de los manuscritos poéticos castellanos existentes en la Biblioteca de The Hispanic Society of America (Siglos XV, XVI Y XVII), Nueva York: Hispanic Society, 1965 y 1966, 3 vols.
- Edición modernizada de Juan Ruiz, Libro de Buen Amor, 1966.
- Edición modernizada de Alfonso X el Sabio, Lapidario, 1968.
- Ed. de Juan Valera, 151 cartas inéditas a Gumersindo Laverde, R. Díaz-Casariego, 1984.